# Fränkischer Ritterkreis
Der Fränkische Ritterkreis war der Zusammenschluss der fränkischen Reichsritterschaft (siehe auch Ministeriale). Familien und Personen sind in der Liste fränkischer Rittergeschlechter aufgeführt.

## Fränkischer Ritterkreis und Fränkischer Reichskreis
Der Fränkische Reichskreis wurde im Jahr 1500 vom römisch-deutschen König Maximilian I. geschaffen, um den Landfrieden im Heiligen Römischen Reich besser gewährleisten zu können. Bis zum Jahr 1512 entstanden insgesamt zehn solcher Reichskreise. Im Fränkischen Reichskreis waren geistliche und weltliche Fürsten, Grafen und Herren und die Reichsstädte vertreten. Gemeinsame Aufgabe, wie Zölle, die Unterhaltung eines Heeres, stabile Währungen, die ausreichende Versorgung mit Getreide, der Ausbau von Infrastruktur oder die Eindämmung von Epidemien, wurden in ihm erstaunlich gut gelöst, wenngleich der Kreis immer wieder Finanzierungsprobleme hatte und letztlich im Spannungsfeld der noch größeren Territorien Preußen und Bayern zerbrach.
Die reichsfreien Ritter, die in dem Reichskreis keine Stimme hatten, organisierten sich im Ritterkreis selbst. Ihre relativ kleinen reichsfreien Territorien durchsetzten dabei die Flächen der anderen Herrschaften. Mit der Gründung des Ritterkreises schuf die Reichsritterschaft zum einen eine gemeinsame Interessenvertretung. Zum anderen entstanden parallele Strukturen, denn in der Regel bedurfte jedes der beiden Organe die Zustimmung des anderen, ging es doch letztlich um eine einzige Region, nämlich Franken. Dabei nahm der Reichskreis allerdings eine Vorreiterrolle ein.
Während des gesamten 15. Jahrhunderts lassen sich in vielfältiger Form und zumeist anlassbezogen supraterritoriale wie territoriale Einungsbestrebungen des Ritteradels in Franken nachweisen. Vorreiter war sicherlich die würzburgische Stiftsritterschaft, die sich genossenschaftlich geeint den Territorialisierungsbestrebungen der Würzburger Bischöfe entgegenstemmte.  Ihnen gelang es im 16. Jahrhundert, aus den Landtagen der Hochstifte Würzburg und Bamberg auszuscheiden und sich so der bischöflichen Besteuerung und Landesherrschaft zu entziehen.

## Gliederung in Kantone
Die latent vorhandene, sich an Landschaften orientierende Organisation der fränkischen Ritterschaft in Orte (Kantone) verfestigte sich nun genauso wie die innere Organisation mit je einem Hauptmann und zwei Ritterräten an der Spitze. Der Fränkische Ritterkreis gliedert sich nach Regionen in sechs Ritterkantone:
- Ritterkanton Altmühl für das Gebiet entlang der Altmühl mit Sitz in Wilhermsdorf
- Ritterkanton Baunach für das Gebiet um Baunach (Bamberger Land) mit dortigem Sitz
- Ritterkanton Gebürg für das Fichtelgebirge und die Fränkische Schweiz mit Sitz in Bamberg
- Ritterkanton Odenwald für den Odenwald mit Sitz in Kochendorf
- Ritterkanton Rhön-Werra für das Gebiet entlang von Rhön und Werra mit Sitz in Schweinfurt
- Ritterkanton Steigerwald für den Steigerwald mit Sitz in Erlangen

## Politik des Ritterkreises
Als dann neuerlich 1528, 1532, 1542 und anschließend in regelmäßiger Folge der Kaiser mit Steuerforderungen an die Ritterschaft in Franken herantrat, konnte diese auf die bekannten und eingeübten Organisationsstrukturen zurückgreifen. Standespolitisch fand nun allerdings ein klarer Kurswechsel statt: 1495 hatte man sich in Beharrung der Eigensicht als „freie Ritter im Lande zu Franken gesessen“ gegen die Territorialisierungspläne der Fürsten und gegen die Steuerforderungen des Kaisers vereint; von nun an organisierte man sich in enger Anlehnung und Erfüllung der kaiserlichen Forderungen und begab sich so verfassungsrechtlich und standespolitisch auf den Weg zur „Reichsritterschaft Landes zu Franken“.
Steuerforderungen des Kaisers sowie Beschwerden gegen die fürstliche Politik wurden bei Ortstagen verhandelt und dann im Rahmen von Sechs-Orte-Tagen gebündelt und deren Ergebnis an den Kaiser weitergeleitet. Die Einsammlung des Gemeinen Pfennigs bewirkte zudem, dass die geeinte Ritterschaft nun bestrebt sein musste, jedes Mitglied im Ort zu erfassen (Steuermatrikel); damit wurde einer quasi-territorialen Organisation erheblich Vorschub geleistet. Rechtlich fundiert wurde die Reichsritterschaft durch wichtige kaiserliche Privilegien und Schutzmandate. Meilensteine waren das Zugeständnis der Religionshoheit im Rahmen des Augsburger Religionsfriedens 1555, das Privileg „wider die landsesserey“ 1559 sowie die Garantie der Steuerhoheit (ius collectandi) 1566. Mit der Ritterordnung von 1590 gab sich die Reichsritterschaft des Landes zu Franken schließlich eine eigene Verfassung; rechtlich wurde dies nach außen durch die eigene Siegelführung verdeutlicht. Im Übrigen hatten die Ritter seit den 1560er Jahren endgültig die Landständetage sowohl des Hochstifts Bamberg als auch des Markgraftums Brandenburg-Kulmbach verlassen.

## Organisation
Der Ritterkanton war rechtlich wie politisch die entscheidende Ebene der reichsritterschaftlichen Korporation. Dabei handelte es sich sowohl um einen Personen- als auch einen Güterverband, d. h. man musste persönlich aufgenommen und mit einem Rittergut immatrikuliert sein. Die sechs Kantone  bildeten den – 1590 durch die Ritterordnung auch rechtlich institutionalisierten – Fränkischen Ritterkreis. Dieser bestand aus den regelmäßig stattfindenden Sechs-Orte-Konventen der Ausschüsse der einzelnen Kantone sowie einem in regelmäßigem Turnus wechselnden Spezialdirektorium. Zur internen Abstimmung der Reaktionen auf kaiserliche Steuerforderungen sowie zur Bündelung ritterschaftlicher Gravamina zum Vortrag beim Kaiser gab es darüber hinaus seit 1577 Generalkorrespondenztage der Ritterkreise Franken, Rheinland und Schwaben.

## Privilegien
Aufgrund der Leistungen im Sechsten Österreichischen Türkenkrieg verlieh Kaiser Karl VI. den Hauptleuten aller sechs Kantone den Titel Wirklicher Kaiserlicher Rat. Daneben stiftete er für sie das „Kaiserliche Gnadenzeichen“, ein goldenes, schwarz emailliertes Kreuz mit zwei verschlungenen C (Carolus) in den Kreuzwinkeln. Ein Medaillon in der Mitte zeigt den kaiserlichen Doppelader und die Umschrift 
VIRTVTI ET FIDEI (Für Tapferkeit und Treue)
.
1788 stiftete Kaiser Joseph II. den Ritterorden des Kantons Odenwald zur Finanzierung eines Frauenstifts, das bis zur Mediatisierung allerdings nicht realisiert wurde.

## Aufhebung und Neugründung als Verein
Nachdem Preußen als Landesherr von Brandenburg-Ansbach bereits in den 1790er Jahren durch Karl August von Hardenberg Maßnahmen gegen die Reichsritterschaft ergriffen hatte, die Gebiete links des Rheins um die gleiche Zeit infolge der Französischen Revolution weggebrochen waren und einige Fürsten nach dem Friede von Lunéville 1801 eigenmächtige „Ritterstürme“ inszeniert hatten, ging 1806 mit dem Alten Reich im Zuge der allgemeinen Mediatisierung auch die Reichsritterschaft unter.
Der Fränkische Ritterkreis gab am 26. Januar 1806 dem Reichstag seine Auflösung bekannt.
Am 11. Oktober 2013 gründeten Angehörige der etwa 40 noch blühenden Rittergeschlechter, die einst im Fränkischen Ritterkreis immatrikuliert waren, einen Verein namens Fränkische Ritterschaft neu, in den alle Mitglieder dieser Familien aufgenommen werden können. Als Vorbild dient die seit 1532 ununterbrochen bestehende Althessische Ritterschaft. Zum Ritterhauptmann wurde Götz Freiherr von Rotenhan gewählt. Es soll in regelmäßigen Abständen ein Rittertag stattfinden.

## Bilder

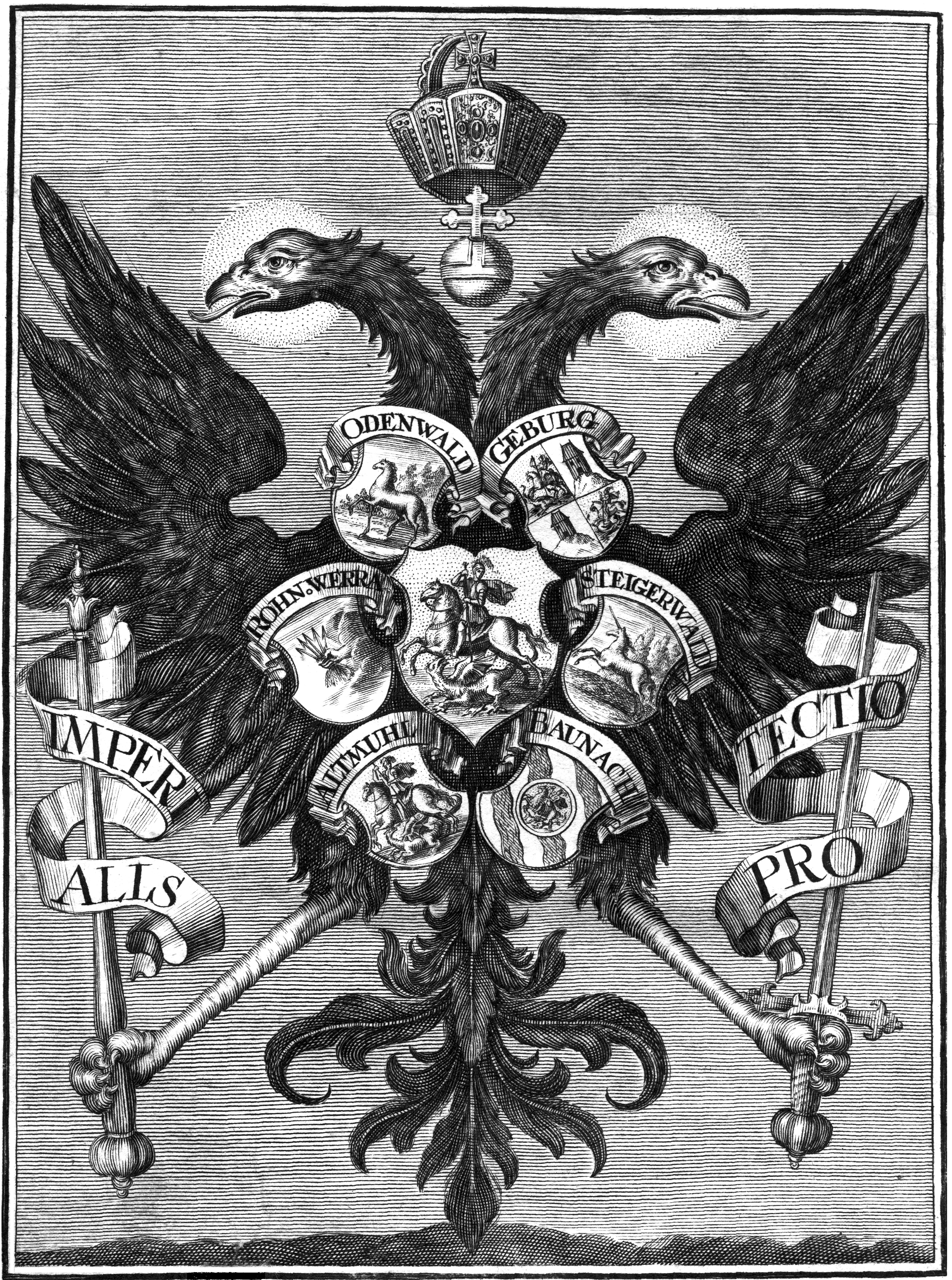
Reichsadler mit den Wappen der sechs Kantone
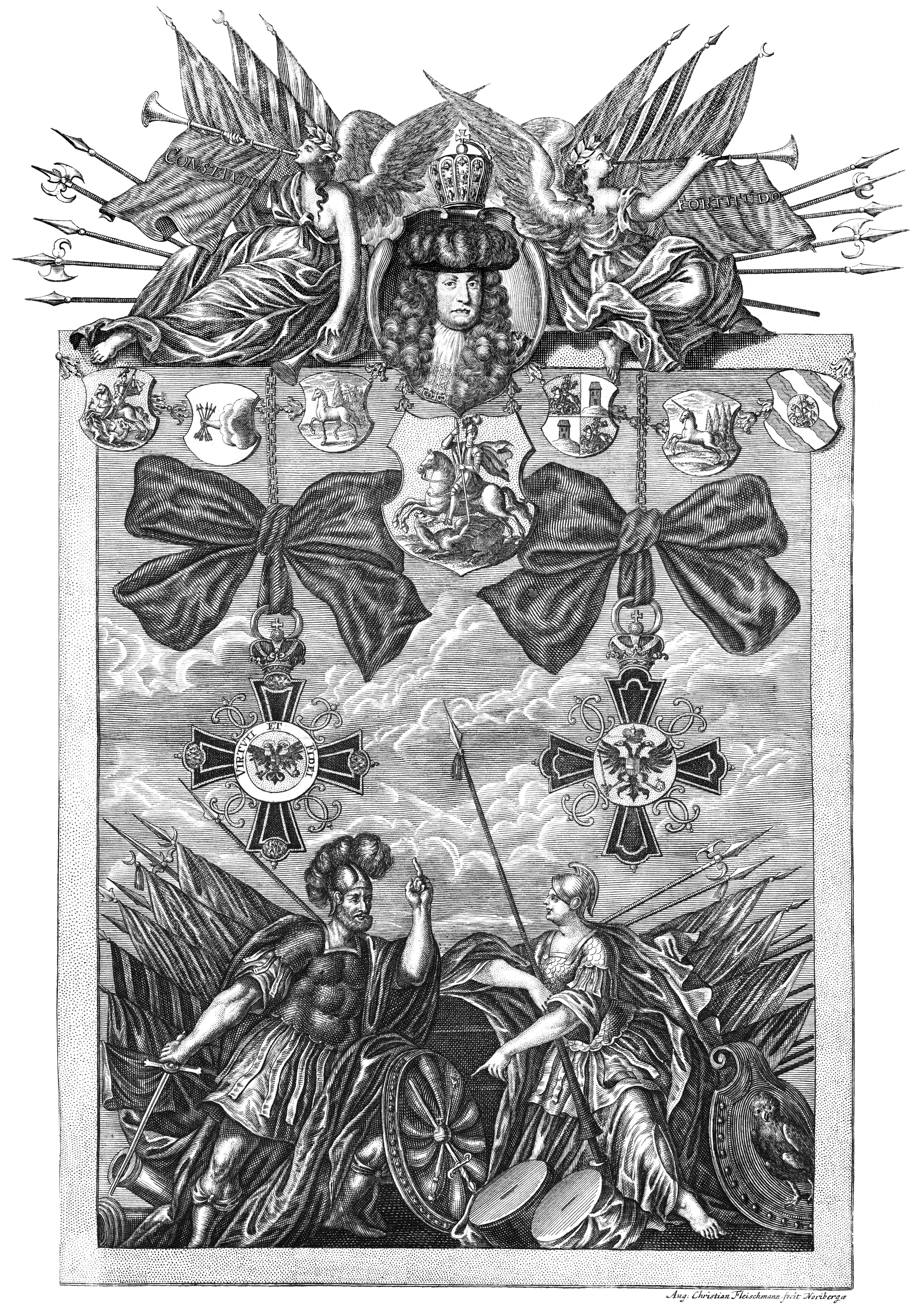
Wappen der sechs Kantone mit dem Bildnis Karls VI. und dem Kaiserlichen Gnadenzeichen
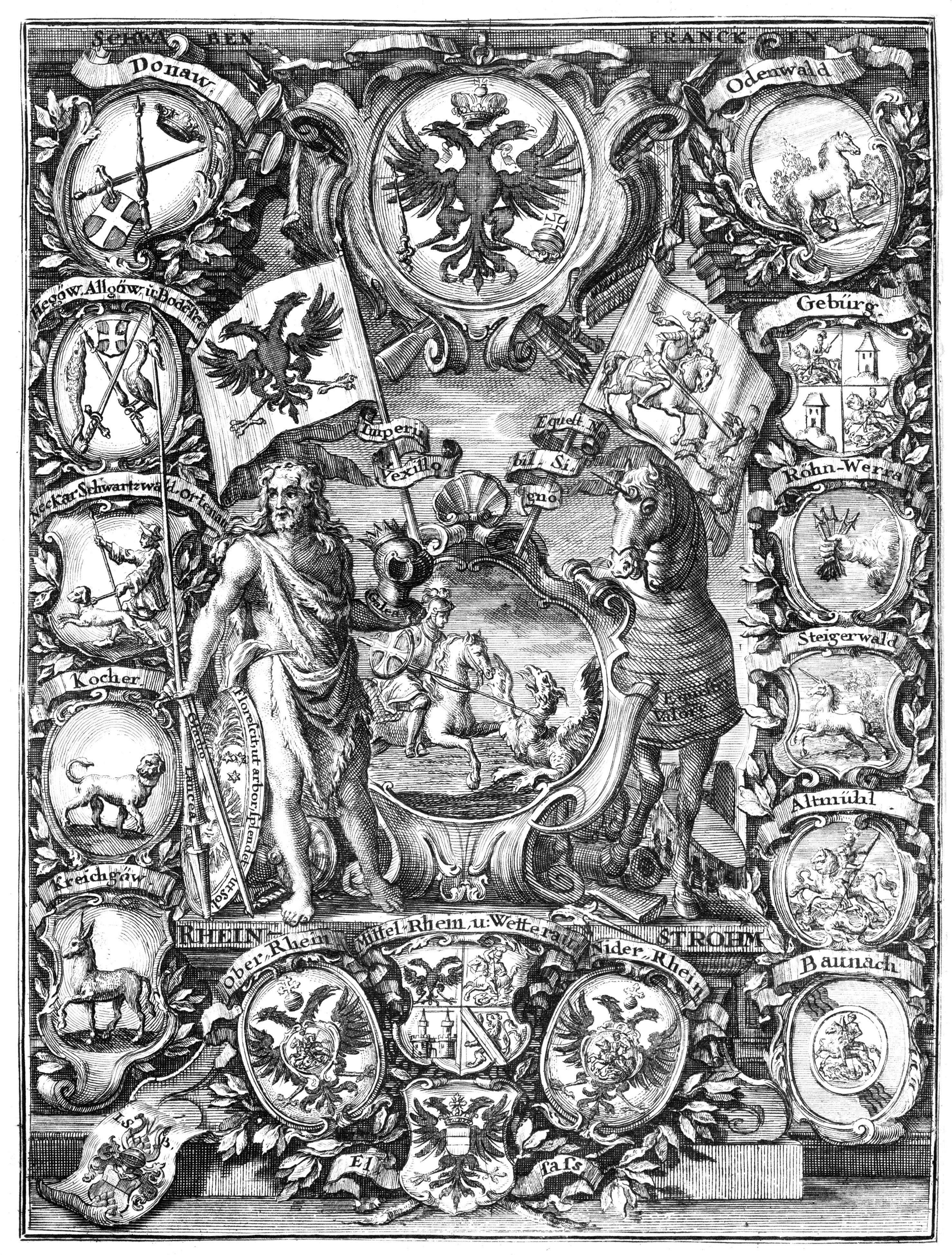
Reichs-Ritterkreis (Fränkischer Ritterkreis rechts), Johann Stephan Burgermeister, 1721
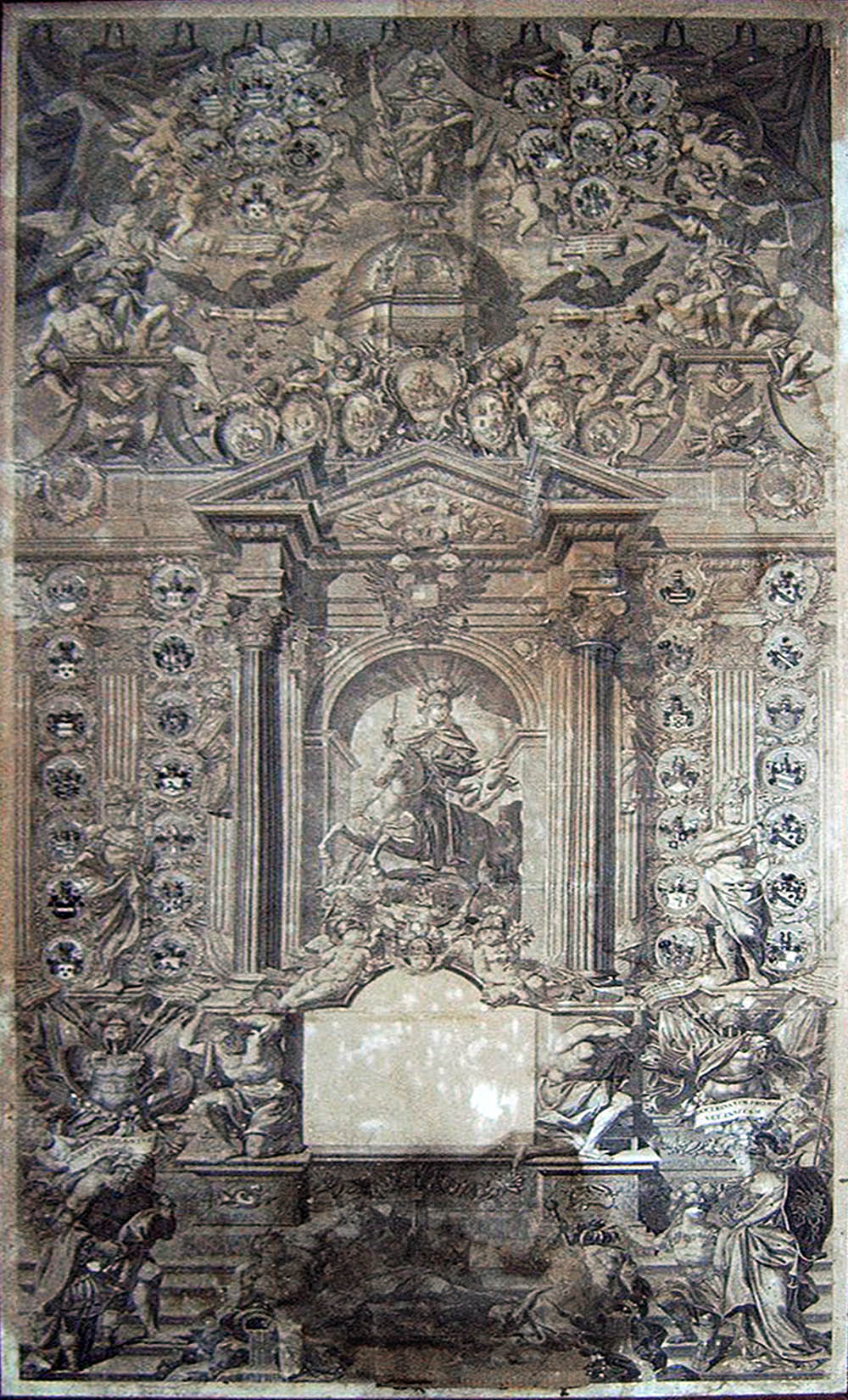
Reichesritterlicher fränkischer Kantonskalender, Archiv Burg Hornberg. Stich, 167 × 85 cm
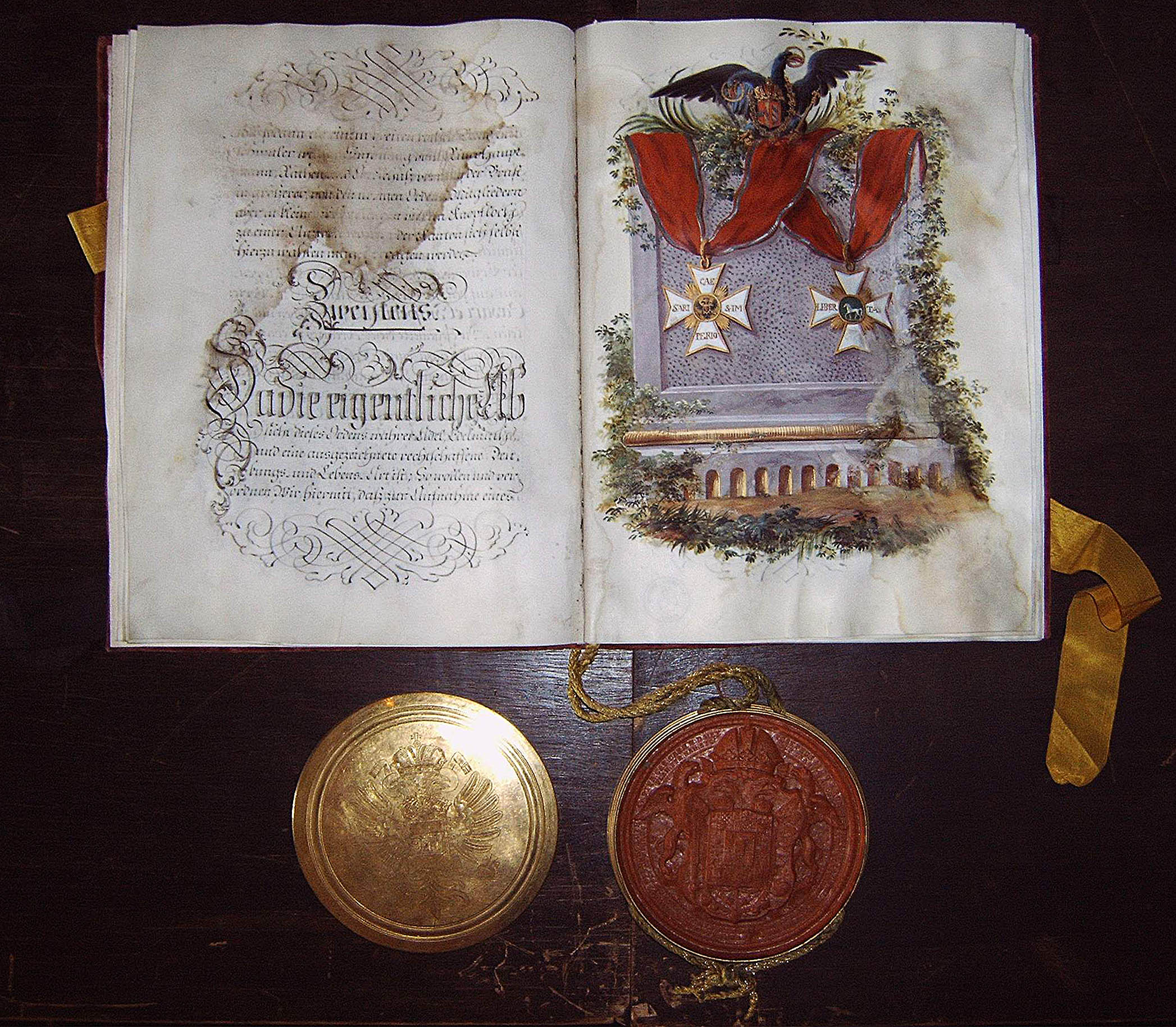
Stiftungsurkunde des Odenwalder Ritterordens